# Metisa
Metisa is een geslacht van vlinders van de familie van de zakjesdragers (Psychidae).

## Soorten
- M. aethiops (Hampson, 1910)
- M. atra Joannis, 1929
- M. canifrons (Hampson, 1895)
- M. griseoalba Bourgogne, 1937
- M. heylaertsi (Junod, 1898)
- M. hypoleuca (Hampson, 1896)
- M. jansei Bourgogne, 1973
- M. moorei (Heylaerts, 1890)
- M. nainiagini David, 1964
- M. plana Walker, 1855
- M. saccharivora (Sonan, 1935)